# Vladislava Fekete
Vladislava Fekete, slovaška pisateljica in publicistka, * 1973, Bačka Palanka, Srbija

## Življenje
Študirala je dramaturgijo na oddelku za gledališko režijo in dramaturgijo na Akademiji za uprizoritvene umetnosti v Bratislavi pri  prof. Ľubomíri Vajdička, kjer je leta 2009 končala študij. Od leta 2006 do leta 2010 je delala na oddelku za gledališke vede in se osredotočala na kulturno upravljanje, režijo, dramaturgijo, teorijo prevajanja in kritiko sodobnega gledališča. Od julija 2006 je direktorica dramskega inštituta v Bratislavi in direktorica festivala sodobne slovaške in svetovne drame Nová drama. Pripomogla je k ustanovitvi Centra za raziskovanje gledališča in k raziskavam zgodovine slovaškega gledališča in drame. 
Je avtorica dramskih besedil za gledališče, radio in televizijo. Kot dramaturginja se loteva dramatike Biljane Srbljanović, Nebojše Romčevića, Igorja Bauersima, Ende Walsh. Prevaja sodobne dramatike (Biljano Srbljanović, Mileno Marković, Majo Pelević, Mileno Bogavac, Nebojšo Romčević, Tanjo Šljivar) in gledališko teorijo. Sodeluje pri gledaliških festivalih na Slovaškem (gledališče v Nitri in Bábkarski Bystrici) in dela kot selektorica tujih festivalov na Slovaškem.

## Delo
- 2006-2008: Kot igralka dela na projektu, ki temelji na dramskem besedilu (Čechovov / čechovovský pohľad na svet). Dela na Gledališki fakulteti na oddelku za režijo in dramaturgijo in sodeluje z Akademijo umetnosti v Bratislavi.
- 2006-2010: predavanja o zgodovinskih slogih in gledaliških zvrsteh.

### Znanstvene konference
- O slovaški sodobni gledališki sceni, Evropski festivalski raziskovalni projekt, Gent, 2009
- Totalna razprodaja ali Pokvarjeno vreme (o sodobni gledaški slovanski sceni). Novi Sad: Sterijino pozorje, 2009
- 21. stoletje v slovaškem gledališču s poudarkom na drami. Peterburg: Baltijskije sezony, 2007
- Profesionalno gledališče nacionalnih manjšin v Vojvodini: Med kulturnimi potrebami in politiko. 12. mednarodni simpozij gledaliških kritikov in znanstvenikov. Novi Sad: Sterijino pozorje, 2006
- Odpiranje (notranji izhod) (Odváranie sa (smerom dovnútra a von)). Bratislava, 2006
- Današnja država in trendi v slovaškem gledališču (Súčasný stav trendy v slovenskom divadle). Bratislava: Stimul, 2005
- Koljada - Današnja Češka? (Koľada - dnešný Čechov?). Brno: Masarykova univerza, Filozofska fakulteta, Ústav divadelní a filmové vědy, 2001

### Uredništvo knjig
- Slowakische Gegenwartsstücke. Bratislava: Divadelný ústav, 2007
- Srbská dráma. Bratislava: Divadelný ústav, 2007
- Nová slovenská vojvodinská dráma. Báčsky Petrovec: Vydavateľstvo Kultúra, 2004
- Chceme novega avtorja: Zbirka o sčasnem slovenskem in európskej drámi. Bratislava: NOC, 2004

### Gledališke produkcije
- 2010: CONFORTĖS, C. maraton (Maratón). Vojvodinsko slovaško gledališče (režiserka).
- 2008: ZÜSKIND, P. Contrabass (Kontrabas), Vojvodina Slovaško gledališče (režiserka).
- 2006: ROMČEVIĆ, N. Guilty (Vina), Vojvodinsko slovaško gledališče in slovaško komorno gledališče (prevajalka in dramaturginja).
- 2005: SCHIMMELPFENIG, Arabska noč (Arabska noc), Vojvodina Slovaško gledališče (dramaturginja).
- 2004: BAUERSIMA, I. norway.today, DAB Nitra (direktorica).
- 2004: JANOUŠEK, M. Duhovna zgodba ali se ne dotikajte vozov ... (Duchovplná rozprávka ali Nedotkakajte sa trollov ...), Vojvodina Slovaško gledališče (dramaturginja in producentka).
- 2003: DORST, T. Fernando Krapp mi je napisal to pismo (Fernando Krapp mi napísal list), VHV Theatre, Srbija, (režiserka).
- 2002: SRBLJANOVIĆ, B. Družinska zgodba (Rodinné príbehy), Studio 12, Bratislava (režiserka).
- 2001: WALSH, E. Disco Pigs, Štúdio L + S, Bratislava (dramaturginja in producentka).
- 2001: BERNHARD, T. Minetti, VHV Theatre, Srbija, (režiserka).
- 2000: TURRINI, P. Rat Hunt (Lov na krysy), LUDUS (dramaturginja).
- 2000: FRAYN, M. Backstage (V zákulisí), DJGT Zvolen (dramaturginja).

### Gledališče, radio, TV
- 2009: Kratki stiki (Krátke spojenia)
- 2011: Mala božična panika (Malá vianočná panika) (radijska igra)
- 2006: Vedno hranim svoj kovček pod posteljo (Svoj kufor mám vždy pod posteľou) (radijska igra)
- 2006: Največji kazenski zadevi na Slovaškem (Najväčšie krimináne prípady Slovenska) (TV-scenarij)

### Delavnice
- Empatija 2005, delavnica v slovaškem gledališču Vojvodina
- 2005 Studio za uprizoritev v slovaškem gledališču Vojvodina
- Dramska tehnika 2004, slovaško-srbska delavnica, Vojvodina
- 2003 Drifts, multimedijski projekt, Galerija doma, Sinagoga, Šamorín
- 2001 Yellow Reality Surfaces, intermedijski projekt, Vojvodina
- 2001 KulKontakt, gledališka delavnica o jeziku v gledališču, Vojvodina

### Projekti
- Gledališki raziskovalni center
- Mesečni KØD - konkrétne o divadle (konkretno o gledališču)
- spletna stran Slovaška drama v prevajanju

## Nagrada
- Gledališka predstava Krátke spojjenia je 2009 osvojila prvo nagrado Alfréda Radoka za najboljše dramsko besedilo, prvo nagrado češkega radia Vltava, posebno nagrado Fundacije Fund Kolowrat-Krakowsky, 2009 je bila prevedena v nemščino, angleščino, slovenščino in poljščino.

## V slovenskem prostoru
Predavala je v okviru Borštnikovega srečanja v Mariboru in sodelovala pri monografiji Sodobna slovaška drama (2001) (COBISS) z dramo Kratki stiki v prevodu Alje Predan Bralna izvedba drame je bila na Borštnikovem srečanju 2011 v režiji Julije Sozine, igrali pa so jo v SVŠGL Ljubljana leta 2016. V okviru festivala Exponto v Ljubljani 2006 je gostovala s predstavo Norway today.